# میفیلد، شهرستان لاپیر، میشیگان
میفیلد (به انگلیسی: Mayfield Township) یک منطقهٔ مسکونی در ایالات متحده آمریکا است که در شهرستان لپیر، میشیگان واقع شده‌است.
 میفیلد ۹۰٫۸ کیلومتر مربع مساحت و ۷٬۹۵۵ نفر جمعیت دارد و ۲۵۲ متر بالاتر از سطح دریا واقع شده‌است.